# فيليب بيلي (مغني)
فيليب بيلي (بالإنجليزية: Philip Bailey)‏ هو فنان إيقاعي وعازف بيانو ومغني وكاتب أغاني أمريكي، ولد في 8 مايو 1951 في دنفر في الولايات المتحدة.

## وصلات خارجية
- الموقع الرسمي
- فيليب بيلي على موقع IMDb (الإنجليزية)
- فيليب بيلي على موقع ميوزك برينز (الإنجليزية)
- فيليب بيلي على موقع قاعدة بيانات برودواي على الإنترنت (الإنجليزية)
- فيليب بيلي على موقع إن إن دي بي (الإنجليزية)
- فيليب بيلي على موقع أول ميوزيك (الإنجليزية)
- فيليب بيلي على موقع ديسكوغز (الإنجليزية)
- فيليب بيلي على موقع قاعدة بيانات الفيلم (الإنجليزية)